# Инксотаёган
Инксотаёган (устар. Ингсада-Юган) — река в России, в Приуральском районе Ямало-Ненецкого АО. Устье реки находится на 30-м км по правому берегу реки Кедровая. Длина реки составляет 26 км, значительные притоки: Илсоим и Нумсоим — левые, Ленгерсоим и Лорынгсоим — правые.

## Данные водного реестра
По данным государственного водного реестра России относится к Нижнеобскому бассейновому округу, водохозяйственный участок реки — Обь от впадения реки Северная Сосьва до города Салехард, речной подбассейн реки — бассейны притоков Оби ниже впадения Северной Сосьвы. Речной бассейн реки — (Нижняя) Обь от впадения Иртыша.